# 锐叶石松
锐叶石松（学名：Lycopodium fargesii）为石松科石松属下的一个种。

## 扩展阅读
- 維基物種上的相關：锐叶石松